# Bułka tarta

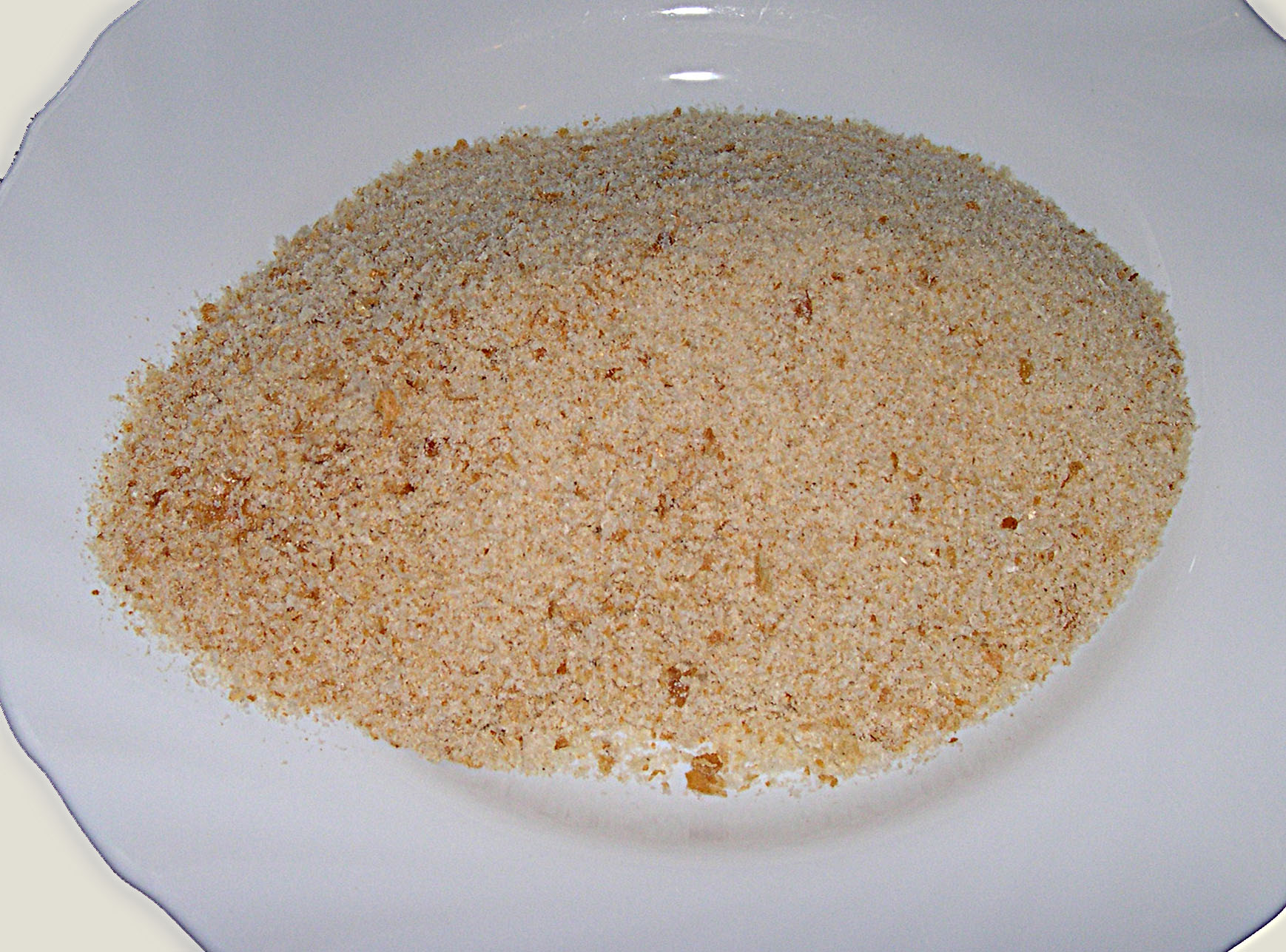
bułka tarta

Bułka tarta – produkt spożywczy powstały wskutek zmielenia bądź starcia suchego pieczywa.
Stosowana jest m.in. jako składnik panierki. Używa się jej również do posypywania formy na ciasto (ma zapobiegać jego przywieraniu). Dosypywanie pewnej ilości tartej bułki do półgotowych produktów kulinarnych zwiększa ich gęstość i spoistość (mięso mielone).
Poza kuchnią bułka tarta ma zastosowanie jako zanęta wędkarska, albo karma dla ptaków lub ryb.
Ze względu na swoją higroskopijność powinna być przechowywana w suchym miejscu, gdyż może zakisnąć lub spleśnieć. Nie powinna być przechowywana dłużej niż 6 miesięcy.
Pomimo nazwy, bułka tarta niekoniecznie musi być przygotowana z bułek. Do jej produkcji mogą być wykorzystane suchary, chleb, biszkopty, itp. 

## Odmiany
Ze względu na wykorzystany w czasie produkcji surowiec, rozróżniamy wiele rodzajów bułki tartej. Najpowszechniejsze to:
- jasna – klasyczna odmiana; powstała ze starcia bułki pszennej wraz ze skórką; najlepiej nadaje się do panierek oraz wypieku ciasta, gdyż ma najmniejsze skłonności do przypalania się; po namoczeniu staje się klejąca;
- biała – własnościami bardzo zbliżona jasnej; powstaje wskutek starcia samego wnętrza bułki pszennej – bez skórki;
- ruda – powstała ze skórki dobrze wypieczonego chleba, mało klejąca, więc nieodpowiednia do panierek;
- z chleba żytniego – nie nadaje się do panierek, gdyż łatwo się przypala;
- z sucharów biszkoptowych – dobra jako składnik przynęt ze względu na słodkość i kleistość.

Ponadto obecnie w sprzedaży dostępne są bułki tarte z dodatkami smakowymi, jak czosnek, czy też chilli. Oprócz tego można również dostać bułki tarte bezglutenowe (zwykle z pieczywa z mąki ryżowej) oraz bezglutenowe niskobiałkowe.